# UCK1
UCK1 (англ. Uridine-cytidine kinase 1) – білок, який кодується однойменним геном, розташованим у людей на 9-й хромосомі. Довжина поліпептидного ланцюга білка становить 277 амінокислот, а молекулярна маса — 31 435.
| 10         |  | 20         |  | 30         |  | 40         |  | 50         |
| ---------- |  | ---------- |  | ---------- |  | ---------- |  | ---------- |
| MASAGGEDCE |  | SPAPEADRPH |  | QRPFLIGVSG |  | GTASGKSTVC |  | EKIMELLGQN |
| EVEQRQRKVV |  | ILSQDRFYKV |  | LTAEQKAKAL |  | KGQYNFDHPD |  | AFDNDLMHRT |
| LKNIVEGKTV |  | EVPTYDFVTH |  | SRLPETTVVY |  | PADVVLFEGI |  | LVFYSQEIRD |
| MFHLRLFVDT |  | DSDVRLSRRV |  | LRDVRRGRDL |  | EQILTQYTTF |  | VKPAFEEFCL |
| PTKKYADVII |  | PRGVDNMVAI |  | NLIVQHIQDI |  | LNGDICKWHR |  | GGSNGRSYKR |
| TFSEPGDHPG |  | MLTSGKRSHL |  | ESSSRPH    |  |            |  |            |

A: Аланін

C: Цистеїн

D: Аспарагінова кислота

E: Глутамінова кислота

F: Фенілаланін

G: Гліцин

H: Гістидин

I: Ізолейцин

K: Лізин

L: Лейцин

M: Метіонін

N: Аспарагін

P: Пролін

Q: Глутамін

R: Аргінін

S: Серин

T: Треонін

V: Валін

W: Триптофан

Кодований геном білок за функціями належить до трансфераз, кіназ, фосфопротеїнів. 
Задіяний у такому біологічному процесі, як альтернативний сплайсинг. 
Білок має сайт для зв'язування з АТФ, нуклеотидами. 